# Dragonfly (Kollektiv)
Dragonfly ist eine Gruppe von Hackern, deren Sitz in Osteuropa vermutet wird.

## Aktivitäten
Dragonfly soll mit dem Schadprogramm Havex von Osteuropa aus industrielle Anlagen in Europa und den USA angegriffen und ausspioniert haben. In Deutschland soll es der Gruppe gelungen sein, über die industriellen Steuerungssysteme Dutzender Firmen Teile der jeweiligen Maschinenparks zu kontrollieren, zu manipulieren und auch zu sabotieren.